# Буравкова, Людмила Борисовна
Людмила Борисовна Буравкова (род. 16 мая 1953) — российский учёный, доктор медицинских наук, профессор, член-корреспондент РАН (2011).

## Биография
Окончила Второй Московский медицинский институт имени Н. И. Пирогова. В 1979 году защитила кандидатскую диссертацию «Циклические нуклеотиды и энергообмен тканей при действии некоторых факторов космического полета», 21 сентября 1999 года — докторскую диссертацию «Сигнал-проводящие системы клетки при воздействии экстремальных факторов окружающей среды» (научные консультанты А. И. Григорьев и В. А. Ткачук; официальные оппоненты А. И. Воложин, В. С. Оганов, Л. Ф. Панченко).
Работает в Институте медико-биологических проблем, заместитель директора по научной работе, ученый секретарь Института.
Руководитель отдела «Молекулярно-клеточная биомедицина» и лаборатории «Клеточная физиология».
22 декабря 2011 года избрана членом-корреспондентом РАН по Отделению физиологии и фундаментальной медицины.

## Научная деятельность
Специалист в области космической биологии и физиологии экстремальных состояний и гравитационной цитофизиологии
Область научных интересов:
- изучение клеточных механизмов адаптации к гипоксии;
- исследование роли внутриклеточной сигнализации в приспособительных реакциях при действии изменённого содержания кислорода и давления газовой среды;
- анализ клеточных эффектов при действии факторов космического полета, роль модификации цитоскелета и экспрессии молекул адгезии при адаптации клетки к изменённой гравитации;
- исследование пластичности прогениторных клеток и межклеточного взаимодействия.

Участник научных программ на биоспутниках, экспериментальных исследованиях с участием человека при моделировании факторов космического полета и факторов гипербарической среды обитания.
Под её руководством защищено 15 кандидатских диссертаций.
Действительный член Международной Академии Астронавтики (Париж), член международного комитета по биологии высокого давления, член редакционной коллегии журналов «Физиология человека», «Авиакосмическая и экологическая медицина» и «Клеточные технологии в биологии и медицине».
Профессор кафедры «Экологическая и экстремальная медицина» факультета фундаментальной медицины МГУ. Читает курс «Космической медицины» и лекции по барофизиологии в курсе «Медицинская экология».
Автор и соавтор более 200 научных статей, коллективных монографий.

## Награды
- Премия Правительства России в области науки и техники (в составе группы учёных, за 2003 год) — за разработку и внедрение средств и методов обеспечения жизнедеятельности и безопасности человека в изолированных экосистемах с изменённой газовой средой
- Медаль ордена «За заслуги перед Отечеством» II степени
- Орден Почёта (5 февраля 2024 года) — за большой вклад в развитие отечественной науки, многолетнюю плодотворную деятельность и в связи с 300-летием со дня основания Российской академии наук[1]
- ведомственные награды